# پایگاه هوایی نیدرشتتن
پایگاه هوایی نیدرشتتن (به انگلیسی: Niederstetten Air Base) (به زبان بومی: Heeresflugplatz Niederstetten) یک فرودگاه نظامی و غیرنظامی است که یک باند فرود بتن دارد و طول باند آن ۱۰۱۲ متر است. این فرودگاه در شهر نیدراشتتن کشور آلمان قرار دارد و در ارتفاع ۴۶۸ متری از سطح دریا واقع شده است.